# Kerstin P. Hofmann
Kerstin P. Hofmann (* 1974 in Hannover) ist eine deutsche Prähistorische Archäologin mit Schwerpunkt auf der Erforschung der Metallzeiten in Europa und Expertin für archäologische Wissenspraktiken. Seit März 2023 ist sie Erste Direktorin der Römisch-Germanischen Kommission (RGK) des Deutschen Archäologischen Instituts (DAI).

## Werdegang
Kerstin P. Hofmann interessierte sich schon zu Schulzeiten für Archäologie und nahm an Ausgrabungen der Bodendenkmalpflege Niedersachsen und Bremen teil, wo sie bis 2006 als ehrenamtliche Mitarbeiterin tätig war. Zusätzlich sammelte sie Erfahrungen im Bereich Ausstellungsmanagement im Landkreis Verden und der Schnellinventarisierung in Bremervörde. Von 1994 bis 2000 studierte sie an der Universität Kiel und der Universität zu Köln die Fächer Ur- und Frühgeschichte, Informatik und Mittlere und Neue Geschichte mit den Schwerpunkten Metallzeiten, Theorie und Methodik von Datenbanksystemen. Im Anschluss folgte ihre Dissertation „Der rituelle Umgang mit dem Tod – Untersuchungen zu bronze- und früheisenzeitlichen Brandbestattungen im Elbe-Weser-Dreieck“ bei Alfred Haffner, gefördert von der Studienstiftung des Deutschen Volkes, in der sie sich mit den Themen Tod, Rituale und Symbolik, Thanatologie, Brandbestattung und ihre Einführung, Urnengräber, Hortfunde, Kulturelle Identitäten und Sozialstrukturen auseinandersetzte. Nach ihrer mit Auszeichnung abgeschlossenen Promotion war sie Auslandsstipendiatin des Deutschen Archäologischen Instituts an der Abteilung Rom.
Darauf folgten in den Jahren 2009 bis 2016 Tätigkeiten beim Exzellenzcluster Topoi an der Freien Universität Berlin, zunächst als Koordinatorin der Cross Sectional Group „Space & Collective Identities“ und dann als Nachwuchsgruppenleiterin.
2016 wurde sie Nachfolgerin von Susanne Sievers als Zweite Direktorin der Römisch-Germanischen Kommission des Deutschen Archäologischen Instituts. Ihre aktuellen Forschungsinteressen liegen u. a. in den Möglichkeiten und Herausforderungen in der Digitalisierung von Ding-Editonen sowie in theoretischen Fragen zu Objektepistemologien. Am 26. Oktober 2022 wurde sie zur Ersten Direktorin der Römisch-Germanischen Kommission gewählt und hat das Amt im März 2023 angetreten.
Sie ist unter anderem Mitglied im Lenkungsgremium des Verbundes Archäologie Rhein-Main (VARM), im Profilbereich “Challenges – 40.000 Years of Human” der Universität Mainz, im Forschungsverbund „Resilienzfaktoren in diachroner und interkultureller Perspektive – Was macht den Menschen widerstandsfähig?“, im Wissenschaftlichen Beirat des Fachinformationsdienstes für Altertumswissenschaften Propylaeum, in der Kommission Grabungstechnik des Verbandes der Landesarchäologien und Vorsitzende der Prüfungskommission zur Fortbildung zum „Grabungstechniker“ nach „Frankfurter Modell“.
Zusammen mit David Wigg-Wolf und Karsten Tolle leitet Hofmann unter anderem das Projekt „ClaReNet – Classifications and Representations for Networks“. Hinzu kommt das Langzeitprojekt „disiecta membra. Steinarchitektur und Städtewesen im römischen Deutschland“, welches im November 2022 in das Forschungsprogramm der Wissenschaftsakademien aufgenommen wurde. Neben Johannes Lipps und Aline Deicke leitet sie das auf 24 Jahre angelegte Projekt, dessen Arbeitsstellen sich an der Philipps-Universität Marburg, an der Johannes Gutenberg-Universität Mainz und an der Römisch-Germanischen Kommission befinden.

## Schriften (Auswahl)
- Der rituelle Umgang mit dem Tod. Untersuchungen zu bronze- und früheisenzeitlichen Brandbestattungen im Elbe-Weser Dreieck (= Archäologische Berichte des Landkreises Rotenburg (Wümme) 14, 2008 = Schriftenreihe des Landschaftsverbandes der ehemaligen Herzogtümer Bremen und Verden 32). Oldenburg, Stade 2008 (Dissertation).
- mit Reinhard Bernbeck, Ulrike Sommer (Hrsg.): Between Memory Sites and Memory Networks [Tagung Berlin 2011]. Berlin Studies of the Ancient World (2017).
- mit Thomas Meier, Doreen Mölders, Stefan Schreiber (Hrsg.): Massendinghaltung in der Archäologie. Der material turn und die Ur- und Frühgeschichte [Tagung Berlin 2013]. Leiden: Sidestone (2016).
- Funerärpraktiken = Identitätsdiskurse? Die Felskammergrab-Nekropolen von Morgantina und Monte Casasia im Vergleich. In: Holger Baitinger (Hrsg.): Materielle Kultur und Identität im Spannungsfeld zwischen mediterraner Welt und Mitteleuropa / Material Culture and Identity between the Mediterranean World and Central Europe. Akten der Internationalen Tagung am Römisch-Germanischen Zentralmuseum Mainz, 22.–24. Oktober 2014. Abschlusstagung des DFG-Projektes „Metallfunde als Zeugnis für die Interaktion zwischen Griechen und Indigenen auf Sizilien zwischen dem 8. und 5. Jahrhundert v. Chr.“ (= RGZM-Tagungen 27). Mainz 2016, 131–145.
- mit Stefan Schreiber (Hrsg.): Raumwissen und Wissensräume. Beiträge des „Theorie-Workshops für Nachwuchswissenschaftler_innen“ [Tagung Berlin 2012]. eTopoi. Journal of Ancient Studies Special Volume 5, 2015 Online.